# Пчеловодний
Пчеловодний (укр. Пасічний) — хутір в Аксайському районі Ростовської області Росія, належить до Великолозького сільського поселення.
Населення - 723 особи (2010 рік).

## Географія
Хутір Пчеловодний розташовано над правим берегом Аксаю, за 10 км на північний схід від районного центру міста Аксай.

### Вулиці
- пров. Північний,
- вул. Гірська,
- вул. Залізнична,
- вул. Набережна,
- вул. Піонерська,
- вул. Подтелкова.

## Транспорт
В селищі розташовано зупинний пункт (платформа) Пчеловодний Північно-Кавказької залізниці (код 51365).